# یواس‌اس کوریفاس (۱۸۶۲)
یواس‌اس کوریفاس (۱۸۶۲) (به انگلیسی: USS Corypheus (1862)) یک کشتی بود که طول آن not known بود. این کشتی در سال ۱۸۶۲ ساخته شد.